# ГАК (футбольный клуб)
ГАК (нем. GAK, полное наименование «Грацер Атлетикшпорт-Клуб», нем. Grazer Athletiksport Klub) — австрийский футбольный клуб из Граца. Являлся чемпионом Австрии в сезоне 2003/04. Выступает в Бундеслиге с 2024 года.

## Достижения
- Чемпион Австрии: 2003/04.

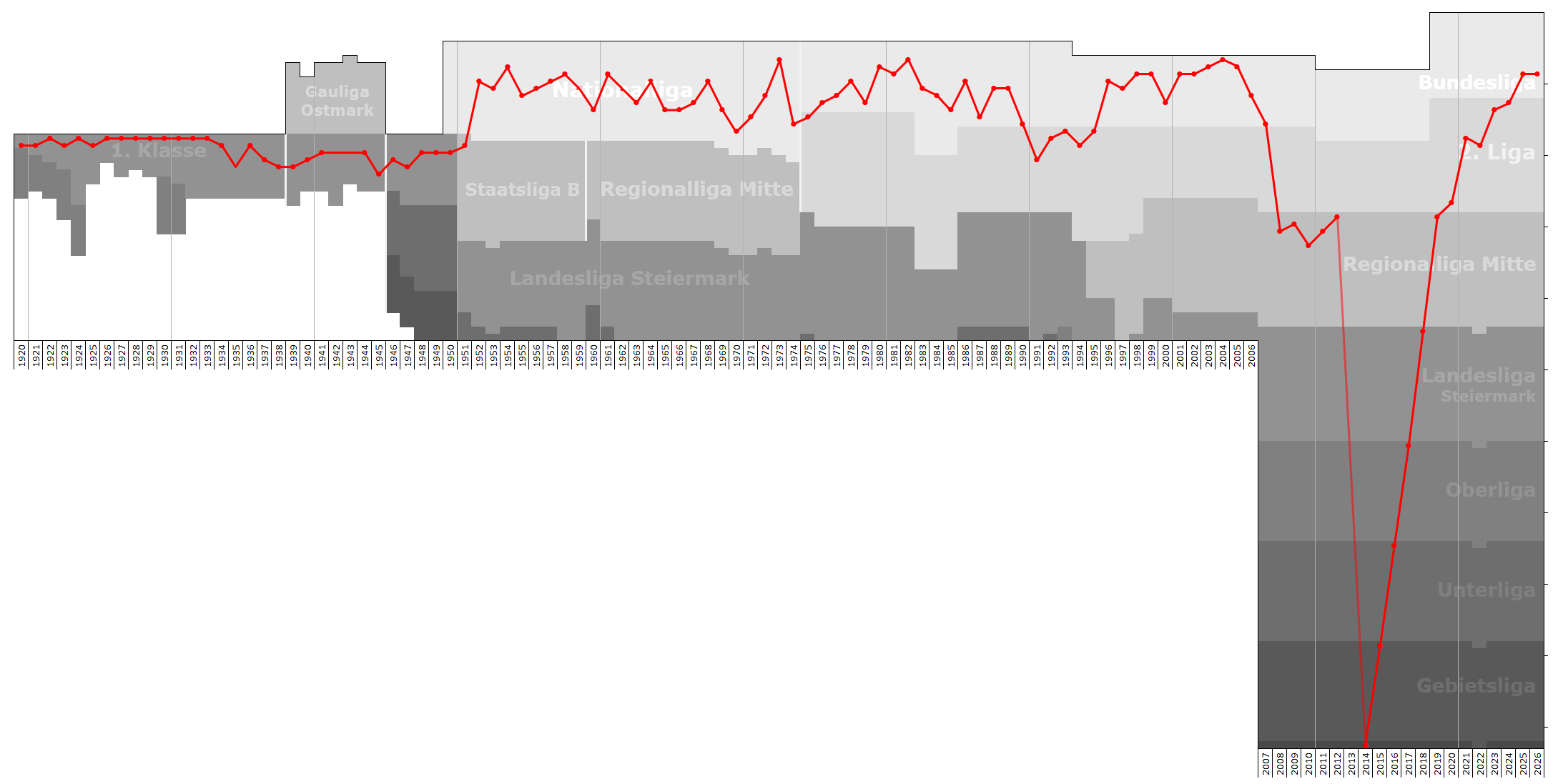
История выступления ГАК в национальном чемпионате

- Обладатель Суперкубка Австрии (2): 2000, 2002.
- Обладатель Кубка Австрии (4): 1980/81, 1999/00, 2001/02, 2003/04.
- Победитель Второй лиги Австрии (4): 1975, 1993, 1995, 2024
- Победитель Региональной лиги (2): 2012, 2019
- Победитель Четвёртой лиги: 2018
- Победитель Пятой лиги: 2017
- Победитель Шестой лиги: 2016
- Победитель Седьмой лиги: 2015
- Победитель Восьмой лиги: 2014

## Банкротство
В 2007 году у клуба возникли финансовые проблемы, вследствие которых ГАК утратил профессиональный статус, а в 2012 году на короткое время прекратил существование, однако вскоре футбольная секция была возрождена, а в 2014 году новый клуб официально стал преемником старого ГАК. С тех пор некогда именитый клуб начал своё восхождение через сито любительских лиг. В сезоне 2017/18, выиграв местную Ландеслигу, ГАК поднялся в региональную лигу Австрии — третий дивизион страны, а через год и во второй дивизион — Первую лигу Австрии.